# الفيزيولوجيا المرضية لمتلازمة الضائقة التنفسية الحادة
الفيزيولوجيا المرضية لمتلازمة الضائقة التنفسية الحادة تشمل تراكم السوائل في الرئتين، دون الإصابة بقصور القلب (وذمة رئة من أصل غير قلبي). عادةً ما ينجم عن إصابة حادة في الرئتين تؤدي إلى فيضان الأسناخ الهوائية المجهرية والمسؤولة عن تبادل الغازات مثل الأكسجين وثاني أكسيد الكربون مع الشعيرات الدموية في الرئتين. تشمل النتائج الشائعة الأخرى في متلازمة الضائقة التنفسية الحادة الانهيار الجزئي للرئتين (همود الرئة) وانخفاض مستويات الأكسجين في الدم (نقص تأكسج الدم). ترتبط المتلازمة السريرية بالنتائج المرضية بما في ذلك ذات الرئة والالتهاب الرئوي اليوزيني والالتهاب الرئوي المنظم مجهول السبب والالتهاب الرئوي المنظم الفبريني الحاد والتلف الحويصلي المنتشر. من بين هذه الأمراض، تكون الحالة الأكثر ارتباطًا بمتلازمة الضائقة التنفسية الحادة هي التلف الحويصلي المنتشر، والذي يتميز بالتهاب منتشر في أنسجة الرئة. عادةً ما تؤدي أذية الأنسجة هذه إلى تحرر بدئي للإشارات الكيميائية وغيرها من الوسائط الالتهابية التي تفرزها الخلايا الظهارية والبطانية الموضعية.
تهاجر العدلات (الخلايا المتعادلة) وبعض الخلايا اللمفاوية التائية بسرعة إلى أنسجة الرئة الملتهبة وتساهم في تضخيم الظاهرة. يتضمن العرَض النسيجي النموذجي تلفًا حويصليًا منتشرًا وتكون غشاء هياليني في جدر الحويصلات الهوائية. رغم أن آليات التحفيز غير مفهومة تمامًا، بحثت الدراسات الحديثة في دور الالتهاب والإجهاد الميكانيكي.

## الالتهاب
يؤدي الالتهاب، مثل الالتهاب الناجم عن الإنتان، إلى خلل في الخلايا البطانية وتسرب السوائل من الشعيرات الدموية وإعاقة تصريف السوائل من الرئتين. غالبًا ما يصبح ارتفاع تركيز الأكسجين المستنشق ضروريًا في هذه المرحلة، وقد يسهل حدوث «انفجار تنفسي» في الخلايا المناعية. في المرحلة الثانوية، يؤدي خلل الخلايا البطانية إلى نضوح الخلايا والمفرزات الالتهابية إلى الحويصلات الهوائية. تزيد هذه الوذمة الرئوية من سماكة الطبقة التي تفصل الدم في الشعيرات الدموية عن الحيز الموجود في الأسناخ الهوائية، ما يزيد من المسافة التي يجب أن ينتشر عبرها الأكسجين للوصول إلى الدم. يؤدي ذلك إلى ضعف تبادل الغازات ونقص التأكسج وزيادة صعوبة التنفس وفي النهاية، تندب الأسناخ الهوائية في الرئتين.
قد يؤدي تراكم السوائل في الرئتين وانخفاض إنتاج المؤثر السطحي من قبل الخلايا الرئوية من النمط الثاني إلى انهيار الأسناخ الهوائية أو امتلائها بالسوائل بالكامل. يساهم ضعف التهوية بشكل أكبر في ظهور تحويلة قلبية من اليمين إلى اليسار في متلازمة الضائقة التنفسية الحادة. تشير التحويلة التقليدية من اليمين إلى اليسار إلى مرور الدم من الجانب الأيمن من القلب إلى الجانب الأيسر دون المرور عبر الشعيرات الدموية في الرئة للحصول على المزيد من الأكسجين (كما يظهر في الثقبة البيضوية السالكة). في متلازمة الضائقة التنفسية الحادة، تتشكل تحويلة رئوية من اليمين إلى اليسار داخل الرئتين لأن بعض الدم من الجانب الأيمن من القلب سيدخل إلى الشعيرات الدموية التي لا يمكنها تبادل الغاز مع الأسناخ الهوائية التالفة المليئة بالسوائل والحطام الناتج عن متلازمة الضائقة التنفسية الحادة. نظرًا لأن الحويصلات الهوائية تحتوي على كمية أقل نسبيًا من الغاز، تقل أكسجة الدم المتدفق عبر الشعيرات الدموية السنخية بشكل تدريجي، ما يؤدي إلى تشكل تحويلة هائلة داخل الرئة. يؤدي انهيار الأسناخ الهوائية والمسالك التنفسية الصغيرة إلى إعاقة عملية التبادل الطبيعي للغازات. من الشائع أن يكون الضغط الجزئي للأكسجين لدى المرضى 60 ملم زئبقي (8.0 كيلو باسكال) رغم التهوية الميكانيكية بنسبة 100% من الأكسجين المستنشق.

## الضغط الميكانيكي
مع فقدان التهوية وتفاقم المرض الأساسي، يزداد الحجم المدي النهائي إلى مستوى غير ملائم للبقاء على قيد الحياة. لذلك، يتم البدء بالتهوية الميكانيكية لإراحة العضلات المساعدة على التنفس (عضلات الجهاز التنفسي) من عملها ولحماية المجاري التنفسية لدى الفرد المصاب. مع ذلك، قد تشكل التهوية الميكانيكية عامل خطر لظهور –أو تفاقم– متلازمة الضائقة التنفسية الحادة. بصرف النظر عن المضاعفات المعدية الناشئة عن التهوية الغازية بالتنبيب الرغامي، تُحدث التهوية بالضغط الإيجابي تغييرات مباشرة في ميكانيكا الرئة في أثناء متلازمة الضائقة التنفسية الحادة. عند استخدام هذه التقنيات، يزداد معدل الوفيات جراء الرضح الضغطي.
في عام 1998، نشر أماتو وآخرون ورقة بحثية أظهرت تحسنًا كبيرًا في نتائج المرضى الذين خضعوا لتهوية بأحجام مدية أقل (6 مل·كغ−1). تم تأكيد هذه النتيجة في دراسة أجريت عام 2000 برعاية معاهد الصحة الوطنية الأمريكية. تعرضت كلتا الدراستين لانتقادات واسعة النطاق لعدة أسباب، ولم يكن المؤلفون أوائل من جربوا التهوية ذات الحجم المنخفض، لكنهم طوروا فهم العلاقة بين التهوية الميكانيكية ومتلازمة الضائقة التنفسية الحادة.

## تفاقم المرض
إذا لم يُعالج المرض الكامن أو لم يُزال العامل المؤذي، قد تؤدي كمية الوسائط الالتهابية التي تحررها الرئتان في متلازمة الضائقة التنفسية الحادة إلى حدوث متلازمة الاستجابة الالتهابية الجهازية أو الإنتان في حال وجود عدوى في الرئة. يتبع التطور نحو الصدمة أو متلازمة الاختلال العضوي المتعدد مسارات مشابهة للفيزيولوجيا المرضية للإنتان. يؤدي ذلك إلى ضعف الأكسجة، وهي المشكلة الأساسية في متلازمة الضائقة التنفسية الحادة، بالإضافة إلى الحماض التنفسي. غالبًا ما يحدث الحماض التنفسي في متلازمة الضائقة التنفسية الحادة بسبب تقنيات التهوية، كما في حالة فرط ثنائي أكسيد الكربون الكربون المسموح به في الدم، فتحاول هذه التقنيات الحد من إصابة الرئة المرتبطة بجهاز التنفس في متلازمة الضائقة التنفسية الحادة. تكون النتيجة حدوث مرض خطير يتفاقم فيه «الداء البطاني»، المتمثل في الإنتان الشديد أو متلازمة الاستجابة الالتهابية الجهازية، بسبب خلل وظيفي في الرئة، ما يضعف وصول الأكسجين إلى الخلايا.